# Ranunculus carpaticus
Ranunculus carpaticus är en ranunkelväxtart som beskrevs av Herbich. Ranunculus carpaticus ingår i släktet ranunkler, och familjen ranunkelväxter. Inga underarter finns listade i Catalogue of Life.